# Sommer-Paralympics 2012/Teilnehmer (Österreich)
| stlisierte Goldmedaille | stlisierte Silbermedaille | stlisierte Bronzemedaille |
| ----------------------- | ------------------------- | ------------------------- |
| 4                       | 3                         | 6                         |

Österreich entsandte zu den Paralympischen Sommerspielen 2012 in London eine aus 32 Sportlern bestehende Mannschaft – 5 Frauen und 27 Männer.

## Teilnehmer nach Sportart

### Leichtathletik
Frauen
- Natalija Eder

Männer
- Thomas Geierspichler
- Bil Marinkovic
- Günther Matzinger
- Robert Mayer
- Georg Tischler

### Radsport
Frauen
- Anita Ruetz

Männer
- Walter Ablinger
- Wolfgang Eibeck
- Christoph Etzlstorfer
- Manfred Gattringer
- Wolfgang Schattauer
- Helmut Winterleitner

### Reiten
Männer
- Thomas Haller
- Pepo Puch

### Rollstuhlfechten
Männer:
- Manfred Böhm

### Rollstuhltennis
Frauen
- Henriett Koósz

Männer
- Martin Legner
- Thomas Mossier

### Schießen
Männer
- Hubert Aufschnaiter

### Schwimmen
Frauen
- Sabine Weber-Treiber

Männer
- Andreas Daniel Onea
- Peter Tichy

### Segeln
Männer
- Kurt Badstöber
- Edmund Rath
- Sven Reiger

### Tischtennis
Frauen
- Doris Mader

Männer
- Manfred Dollmann
- Stanislaw Fraczyk
- Egon Kramminger
- Hans Ruep
- Andreas Vevera